# Petra (együttes)
A Petra keresztényrock-együttes. Neve a 'szikla' jelentésű görög szóra utal. 33 év zenélés után 2005-ben jelentették be visszavonulásukat. Fennállásuk hosszú ideje alatt négyszer nyertek Grammy-díjat, tízszer kapták meg a Dove Awardot, és bekerültek a Gospel Music Hall of Fame-be. Több mint 30 Petra-album jelent meg, az együttes stílusa és összetétele is változott az évek során.

## Történet

### Korai évek
A csapatot Bob Hartman (gitár, elsőszámú dalszövegíró) és Greg Hough alapította 1972-ben Fort Wayne-ben (Indiana, USA) azzal a céllal, hogy megszólítsák a fiatalokat az Evangélium üzenetével – amint egy későbbi számban írják: „We gotta take this message back to the street” (Vissza kell vinnünk ezt az üzenetet az utcára). Az első két évben kávéházakban, parkokban, iskolákban léptek fel, koncertjeik végén rendszerint felhívást intéztek a hallgatósághoz. Részt vettek a Jézus Mozgalomban (Jesus Movement). Az együttes tagja volt még John DeGroff (basszusgitár) és Bill Glover (dob).
Az első albumuk 1974-ben jelent meg Petra címmel. A dalokat Hartman és Hough énekelte, de második, Come and Join Us című lemezük készítéséhez meghívták Greg X. Volz-ot énekelni. Hartmanék úgy döntöttek, Volz-ot hosszabb távra is felkérik szólóénekesnek, aki elvállalta a feladatot. Azonban a szerződésük a kiadóval felbomlott, így bevételre csak az élő fellépésekből számíthattak. Turnézás közben felfigyelt rájuk a StarSong kiadó, de ebben az időszakban Hough, Glover és DeGroff kilépett az együttesből. Hartman és Volz kiegészítették a csapatot, és megszületett harmadik lemezük 1979-ben Washes Whiter Than címmel – immár a StarSong kiadó gondozásában. Ezzel új korszak kezdődött az együttes életében, Greg X. Volz lett az elsőszámú énekes.

### A Volz-korszak
A 80-as évek elején Hartman és Volz átalakították a zenekart: Mark Kelly (basszusgitár) és John Slick (billentyűs hangszerek) került be a csapatba. 1981-ben adták ki az áttörő sikert hozó Never Say Die című albumot. A következő évben 161 koncertet adtak, majd öt hét alatt elkészítették a More Power to Ya (1982) című albumukat. Az 1983-as évben 152 koncertjük volt, és újabb lemezt is készítettek (Not of This World). Slick helyét időközben John Lawry vette át.
1984-ben jelent meg a Beat the System című album, amit a Captured in Time and Space című koncertfelvétel követett (1986). Greg X. Volz ezután kilépett az együttesből, és szólókarrierbe kezdett.

### A Schlitt-korszak
A Petra megtalálta új énekesét John Schlitt személyében, aki előzőleg a Head East nevű együttes frontembere volt. Az 1986-os Back to the Street című albumon már ő hallható.
A '80-as évek végén több nagy sikert elért albumot adtak ki: 1987-ben a This Means War!-t, 1988-ban az On Fire!-t és 1990-ben a Beyond Belief-et. Az utóbbival nyerték első Grammy-díjukat. Ebben az évben két Dove Award is a Petrahoz került, az egyiket az 1989-ben megjelent Petra Praise: The Rock Cries Out című albumért kapták.
1991 és 1994 között összesen hat Dove Award-ot (ebből hármat a Beyond Belief-fel), és két Grammy-díjat (Unseen Power, 1992 és Wake-Up Call, 1994) gyűjtött be a Petra.

### A 90-es évek
Az évtized közepén az együttes nehéz helyzetbe került. Bob Hartman alapító és dalszövegíró úgy döntött, egy időre visszavonul, hogy több időt tölthessen családjával. John Lawry szintén elhagyta az együttest, helyükre David Lichens és Jim Cooper lépett. Ez a formáció készítette el a No Doubt című albumot (1995).
Az album üzleti szempontból sikeres volt (Dove Award), de átmeneti változást hozott a csapat zenéjében: eltávolodást jelzett a hard rock-tól. Újabb tagcsere is történt: Ronnie Cates basszusgitáros helyére Lonnie Chapin lépett. 1997-ben született meg a Petra Praise folytatása: Petra Praise 2: We Need Jesus, ami szintén Dove Awards-ot kapott.
1997-ben lépett be az együttesbe Pete Orta és Kevin Brandow. A fiatal zenészek tehetsége ötvözve Schlitt és Louie Weaver tapasztaltságával reményt keltett az újrakezdéshez. A következő évben kiadták a God Fixation-t. A kedvező kritikák ellenére azonban úgy tűnt, a közönség elvesztette az érdeklődést a zenekar iránt. Az megpróbálta visszahódítani régi rajongóit és újakat szerezni melléjük. 2000-ben megjelentették a Double Take című albumot, amelyen régebbi számok átdolgozása hallható. Bár az album megnyerte a Petrának a negyedik Grammy-díjat, a rajongók nem voltak elégedettek. Chapin, Orta és Brandow kiléptek az együttesből.

### 2000 után
2001-ben az az Inpop Records-szal kötöttek szerződést. Bob Hartman visszatért, Schlitt-tel és Weaver-rel elkészítettek egy újabb lemezt, Revival címmel. Három új taggal is bővült az együttes: Bryce Bell, Quinton Gibson és Greg Bailey.
Az album turnéja sikeres volt, és úgy tűnt a Petra végre kimászik a gödörből. De jöttek még viharok: Gibson másik együtteshez csatlakozott, Weavert pedig, aki évekig volt a zenekar dobosa, viták és pletykák közepette elbocsátották; az új dobos Paul Simmons lett.
2003-ban kiadták az előzőeknél sikeresebb Jekyll & Hyde című albumot, mellyel visszatértek a hard rockhoz.
2005-ben rendezték a Farewell turnét ahol a régi tagok is felléptek némely koncerten. Ekkor készült a Farewell című koncertfelvétel.
2005. december 1-jén eljutott hazánkba is a Petra, először, de egyben utoljára is.
A turné után a zenekar feloszlott.
Mintegy 5 évnyi szünet után az egyik legsikeresebb (1984-86 közötti) felállással Greg X Voltz, Bob Hartman, Louie Weaver, John Lawry, Mark Kelly ismét turnéra indult, hogy 2011/12-ben a Back To The Rock World Tour során újra bemutatkozzon a klasszikus Petra.
A turné Magyarországot is érintette, 2011. május 5-én, csütörtökön 20 órától koncerteztek Budapesten, a Petőfi Csarnok színpadán ( http://www.classicpetra.com ) ill. (http://www.utazzitthon.hu/petra-koncert-budapest.html Archiválva 2011. április 23-i dátummal a Wayback Machine-ben)
A 2011-es Classic Petra turné olyan jól sikerült, hogy egy évvel később visszatértek Magyarországra, ezen belül jártak Budapesten, Veszprémben és Debrecenben is, 2012 júniusában.

## Albumok
- 2010 Back to The Rock
- 2007 Vertical Expressions (II Guys From Petra)
- 2006 …. (dupla-CDs very best of by Bob Hartman)
- 2005 Farewell (koncertfelvétel)
- 2003 Jekyll & Hyde (spanyol nyelven is megjelent)
- 2003 The Power of Praise
- 2002 Still Means War!
- 2001 Revival
- 2000 Double Take
- 1998 God Fixation
- 1997 Petra Praise 2: We Need Jesus
- 1996 The Early Years Vol. 1
- 1995 No Doubt
- 1995 Rock Block
- 1993 Wake-up Call
- 1993 Power Praise
- 1992 Petra En Alabanza (sp.)
- 1992 Petraphonics
- 1991 Unseen Power
- 1991 Petrafied – The Best of Petra
- 1990 Beyond Belief
- 1990 War & Remembrance
- 1989 Petra Praise – The Rock Cries Out
- 1989 Petra Means Rock
- 1988 On Fire
- 1987 This Means War!
- 1986 Back to the Street
- 1986 Captured in Time and Space (élő)
- 1984 Beat the System
- 1983 Not of This World
- 1982 More Power to Ya
- 1981 Never Say Die
- 1979 Washes Whiter Than
- 1977 Come and Join Us
- 1974 Petra

## Külső hivatkozások
- Classic Petra
- Hivatalos honlap
- Petra Rocks My World
- Guide To Petra
- John Schlitt
- Bob Hartman
- HitHits – Petra fórum